# 1769
1769. је била проста година.

## Догађаји

### Март
- 4. март — Француски астроном Шарл Месје је први приметио маглину Орион.

### Мај
- 9. мај — Француска освојила Корзику.
- 19. мај — Папа Климент XIV наследио папу Климента XIII као 249. папа.

### Септембар
- Википедија:Непознат датум — Велике суше у Бенгалу, које су довеле до Глади у Бенгалу 1770, током које је умрло десет милиона људи, трећина становништва.

## Рођења

### Април
- 14. април — Бартелеми Жубер, француски генерал

### Мај
- 1. мај — Артур Велсли, војвода од Велингтона, британски војсковођа

### Август
- 15. август — Наполеон Бонапарта, француски војсковођа и цар

### Септембар
- 14. септембар — Александар фон Хумболт, немачки географ и природњак